# Grey Cloudy Lies
«Grey Cloudy Lies» es una canción del músico británico George Harrison, publicada en el álbum de estudio Extra Texture (Read All About It). Harrison escribió la canción durante un periodo de depresión, como consecuencia de la mala crítica que recibió su gira norteamericana con Ravi Shankar, y por los ataques que varios críticos musicales realizaron al álbum Dark Horse. Algunos autores interpretaron la letra como una señal del estado mental de Harrison en 1975, con un aparente crisis de fe tras el mal recibimiento de sus mensajes espiruituales durante la gira. Además del tono sombrío de la canción, Harrison grabó «Grey Cloudy Lies» en Los Ángeles en un momento en el que su desilusión se incrementó por el consumo de cocaína.
La grabación refleja la predominancia de teclados en el sonido de Extra Texture, en contraposición al extenso uso de guitarras en sus primeros trabajos en solitario. Tras su publicación, «Grey Cloudy Lies» obtuvo reseñas desfavorables de la mayoría de la prensa musical, que la calificó como una «ofrenda inexorablemente desanimada».

## Personal
- George Harrison: voz, guitarra eléctrica, sintetizador, Moog y coros
- David Foster: piano
- Jesse Ed Davis: guitarra eléctrica
- Jim Keltner: batería